# Hacuuma
A hacuuma (初午, Hepburn-átírással: hatsuuma) a ló első februári napja (tíznaponként van egy), illetve az azon rendezett ünnepek, általában a sintó gabonaistennel, Inarival kapcsolatosak Japánban. A kiotói Fusimi Inari-nagyszentélynél sokáig az volt a szokás, hogy a hívek emléktárgy gyanánt letördelték a közeli japán cédrusok gallyait, de ma már csak egy-egy cédruslevelet kapnak megszentelt goheiszalaggal, illetve cédrusmagvakat, rovar alakú csengőket és rókaszobrocskákat vehetnek (Inari egyik megjelenési formája a róka). Sok helyütt ilyenkor (is) tartják a lóünnepet (csagucsagu umakko), valamint a selyemhernyó kamijának ünnepét.